# Roger Gauthier
Roger Sergé Paul Gauthier (* 29. April 1902 in Ay; † 26. März 1981 in Cherbourg-Octeville) war ein französischer Autorennfahrer. 

## Karriere als Rennfahrer
Roger Gauthier war 1926 Teampartner von Pierre Clause beim 24-Stunden-Rennen von Le Mans. Die beiden Fahrer steuerten einen Werks-Bignan 2 Litre Sport und fielen nach 113 gefahrenen Runden wegen eines Motorschadens am Einsatzfahrzeug aus.
Gauthier bestritt daneben den zweiten Grand Prix de la Marne am 25. Juli 1926 in Reims-Gueux. Dort startete er ebenfalls mit einem Bignan 2 l-Wagen und errang am Ende nach 40 Runden auf dem 8 km langen Dreieckskurs den dritten Platz unter 20 Startern im Wettbewerb.

## Statistik

### Le-Mans-Ergebnisse
| Jahr | Team                                      | Fahrzeug             | Teamkollege   | Platzierung | Ausfallgrund |
| ---- | ----------------------------------------- | -------------------- | ------------- | ----------- | ------------ |
| 1926 | Établissements Industriels Jacques Bignan | Bignan 2 Litre Sport | Pierre Clause | Ausfall     | Motorschaden |